# Corpo delle guardie di città
Il Corpo delle guardie di città è stato un corpo di polizia e pubblica sicurezza nei centri urbani del Regno d'Italia.

## Storia

### Origini
Durante il Regno di Sardegna nacque il Corpo delle guardie di pubblica sicurezza, voluto da re Carlo Alberto, con la legge 11 luglio 1852 n. 1404.
Il corpo fu mantenuto nel 1861, con l'unità d'Italia, di cui fu la prima unità di polizia del Regno.

### La creazione
Nel dicembre del 1890, su disposizione del ministro dell’Interno Francesco Crispi, dall'unione delle Milizie comunali e del Corpo delle guardie di pubblica sicurezza, nacque il Corpo delle guardie di città, corpo civile di polizia. Nel 1892 vi verrà aggregato anche il Corpo delle guardie di pubblica sicurezza a cavallo di Sicilia.
Il Corpo non aveva né comando generale né ufficiali superiori, essendo il massimo grado stabilito quello di colonnello. Era composto da ufficiali, graduati, guardie ed agenti ausiliari. Per l'esiguità degli organici furono concentrati nei principali centri urbani.
Conservavano un'organizzazione militare ma ordinamento civile e come previsto dal regolamento per le guardie di città approvato con la legge 14 agosto 1892,. n. 423 il Corpo veniva strutturato in compagnie (al comando di un ufficiale di P.S.) nei capoluoghi di provincia dove era presente un questore, brigate (al comando di un maresciallo) e sottobrigate (comandate da un brigadiere). 
Nel tempo furono previste importanti innovazioni al regolamento del Corpo delle guardie di città, come velocizzazione delle carriere, distinzione del personale in borghese per i servizi tecnici e investigativi da quello in uniforme. Le proposte avrebbero anche dovuto risolvere i problemi legati al riordino della carriera dei funzionari con meccanismi di progressione in base al merito e al titolo di studio, l'aumento degli stipendi per tutto il personale (Corpo, funzionari e impiegati), la ristrutturazione della Direzione generale di pubblica sicurezza con l'istituzione di Uffici tecnici centrali, sull'esperienza dell'Ufficio centrale di Polizia Ferroviaria, del Servizio segnalamento e l'identificazione della Scuola di polizia scientifica, e di due nuovi Uffici sorti durante la Guerra. 
Il presidente Vittorio Emanuele Orlando, tra il 1916 e il 1917, istituì l'Ufficio centrale abigeato Palermo, retto dall'ispettore generale Augusto Battioni, e l'Ufficio centrale d'investigazione (UCI), retto dall'ispettore Giovanni Gasti. I lavori della commissione avrebbero anche proposto l'istituzione della questura in ogni provincia, riscritto gli organici di tutto il personale come anche i criteri di selezione, di formazione e di specializzazione per lo stesso. L'urgenza maggiore fu quella di creare un nuovo organismo per la polizia politica, giudiziaria e per i servizi tecnici, questi ultimi in radicale ampliamento e innovazione sull'esperienza dell'intelligence di guerra e lo sviluppo delle telecomunicazioni e della motorizzazione. 
Servizi che il Governo Orlando affidò con Regio decreto 14 agosto 1919, n.1442 a una nuova istituzione chiamata ad affiancarlo, il Corpo degli agenti di investigazione, il quale sollevava le Guardie di città da tali servizi, relegando le stesse a quelli esecutivi di polizia giudiziaria e di ordine pubblico.

### La soppressione
Il seguente presidente del Consiglio, Francesco Saverio Nitti, continuò l'azione già avviata dal predecessore per stabilizzare con più vigore l'ordine interno.
Infatti, con il regio decreto 2 ottobre 1919 n. 1790 veniva istituito il Corpo della regia guardia per la pubblica sicurezza a ordinamento militare, in sostituzione integralmente nei compiti e rafforzamento del Corpo delle guardie di città che veniva soppresso.
Il Corpo ebbe complessivamente 95 caduti in servizio.

## Compiti e funzioni
Secondo il regolamento del 1854 le sue funzioni erano "mantenere l’ordine, la tranquillità e la sicurezza pubblica; vegliare sugli oziosi, vagabondi e mendicanti, donne di malaffare, giocatori e recidivi; ricercare i malfattori; intervenire negli incendi e simili avvenimenti".

## Riconoscimenti
Medaglia al merito di servizio del Corpo della guardie di città (dal 31 luglio 1906 al 2 ottobre 1919)
Classe unica, di bronzo: «Avranno diritto a conseguirla e a fregiarsene i graduati e le guardie di città che abbiano prestato quindici anni di servizio effettivo nel corpo [...]. Gli ufficiali, dopo venti anni di effettivo servizio»